# Afrana inyangae
Afrana inyangae és una espècie de granota que viu a Zimbàbue i, possiblement també, a Moçambic.
Està amenaçada d'extinció per la pèrdua del seu hàbitat natural.